# Lavangen (Skånland)
Lavangen est une localité du comté de Troms, en Norvège.

## Géographie
Administrativement, Lavangen fait partie de la kommune de Skånland.